# Audi 80
El Audi 80 es un automóvil de turismo del segmento D producido por el fabricante alemán Audi desde 1972 hasta 1996. Inicialmente compartía similitudes con el Volkswagen Passat y estaba disponible con carrocerías sedán y familiar. También contó con versiones con carrocerías más deportivas, como, cupé y descapotable que compartían la misma plataforma y muchas piezas similares.
Existen diferentes tipos de motores, entre ellos de gasolina con inyección de combustible («E»; Einspritzung), con carburador («S») y diésel («TD» o «TDI»).
En América del Norte, el 80 se vendió con el nombre «Audi Fox» y desde 1978 en adelante con el nombre «Audi 4000». Y el «Audi 90», que era una versión de alta gama del Audi 80 sedán.

## Historia del Audi 80
Inicialmente la primera vez que se utiliza la denominación Audi 80 fue como variante del modelo Audi F103 en 1967, que contaba con otras series como el 60, 75 y Super-90. 
En el verano de 1972, el ingeniero jefe de Audi, Ludwig Kraus, presentó el «Audi 80», que continuaba la política de modelos iniciada con el Audi 100. Este automóvil incorporaba un motor tetracilíndrico con árbol de levas en cabeza, que posteriormente adoptó también el Grupo Volkswagen, para llegar a convertirse finalmente en el motor con mayor volumen de producción Volkswagen. Desde su inicio en producción en un periodo de seis años, en su primera etapa Audi fabricaría y vendió más de un millón de ejemplares de este modelo.
Fue nombrado como Coche del Año en Europa en 1973 y en 1987 y tuvo versiones cupé, descapotable y sedán, donde además en esta última había versiones con tracción a las cuatro ruedas.

## Audi 80 B1
Este modelo debutó en Europa en 1972 (con la producción a partir de mayo 1972) como el Audi 80, y en 1973 en Australia y los Estados Unidos como el Audi Fox, y estaba disponible como sedán de dos y cuatro puertas. Le tomó efectivamente el lugar de varios modelos que Audi haya interrumpido (la serie F103, que incluye el primer modelo designada como "Audi 80"), y proporcionó a la empresa un rival viable para el Opel Ascona y el Ford Taunus .
El primer Audi 80 fue equipado con motores de gasolina de 1.3 y 1.5 litros SOHC, con cuatro cilindros en línea. Los motores de combustión interna estaban disponibles con distintas potencias. Para los motores de 1,3 L, se comercializaron versiones de 55 PS (40 kW, 54 CV, código ZA), 60 PS (44 kW, 59 CV, código ZF). Para los motores de 1,5 L, hubo versiones de 75 PS (55 kW, 74 CV, código ZB) y 85 PS (63 kW, 84 CV, código ZC).
En el mercado alemán, se comercializaron modelos sedán de dos y cuatro puertas en distintas variantes según su potencia. El modelo base, tenía una potencia de 55 ó 60 PS, y era llamado simplemente Audi 80 y 80 S, respectivamente; luego venían los modelos L (LS con motor de 75 PS) o como GL aquellos con el equipamiento más lujoso (sólo 85 PS). En septiembre de 1973, Audi añadió el deportivo GT 80 (de dos puertas) con un motor de 1.6 litros carburado (código: XX) que entregaba una potencia nominal de 100 PS (74 kW, 99 CV).
El Audi 80 combinaba un esquema McPherson en la suspensión delantera con una suspensión dependiente trasera mediante eje de torsión denominada "torsion crank axle", empleando muelles helicoidales y amortiguadores telescópicos en ambos trenes.
El diseño de Audi y los esfuerzos de desarrollo dieron sus frutos durante el año 1973, donde fue nombrado como Coche Europeo del Año en donde estuvo por delante del Renault 5 y el Alfa Romeo Alfetta .
Una actualización en el año 1976 modificó la parte frontal para hacerla similar a la del, por ese entonces, reciente Audi 100 C2, con faros cuadrados en vez de redondos. Además se introdujo el motor de 1.6 en lugar de los de 1,5 litros (siendo de 75/85 PS) y un nuevo modelo de 80 GTE con un motor de inyección de 1.6 litros (110 CV (81 kW 110 CV)) que sustituyó al antiguo 80 GT.
Por otra parte, la versión americana -Fox- tenía un motor de 1.5 L con una potencia nominal de 55 CV (41 kW, 56 PS) unido a una transmisión manual de cuatro velocidades. Las versiones posteriores vinieron con un motor de 1.6 L de 83 CV (62 kW, 84 PS). 
En algunos mercados se vendió la versión familiar o "Avant" de cinco puertas. Dicha versión era un Volkswagen Passat con las insignias Audi y los paneles frontales del 80. La plataforma B1 fue dada de baja del mercado europeo en 1978, aunque siguió vendiéndose hasta 1979 en América del Norte.

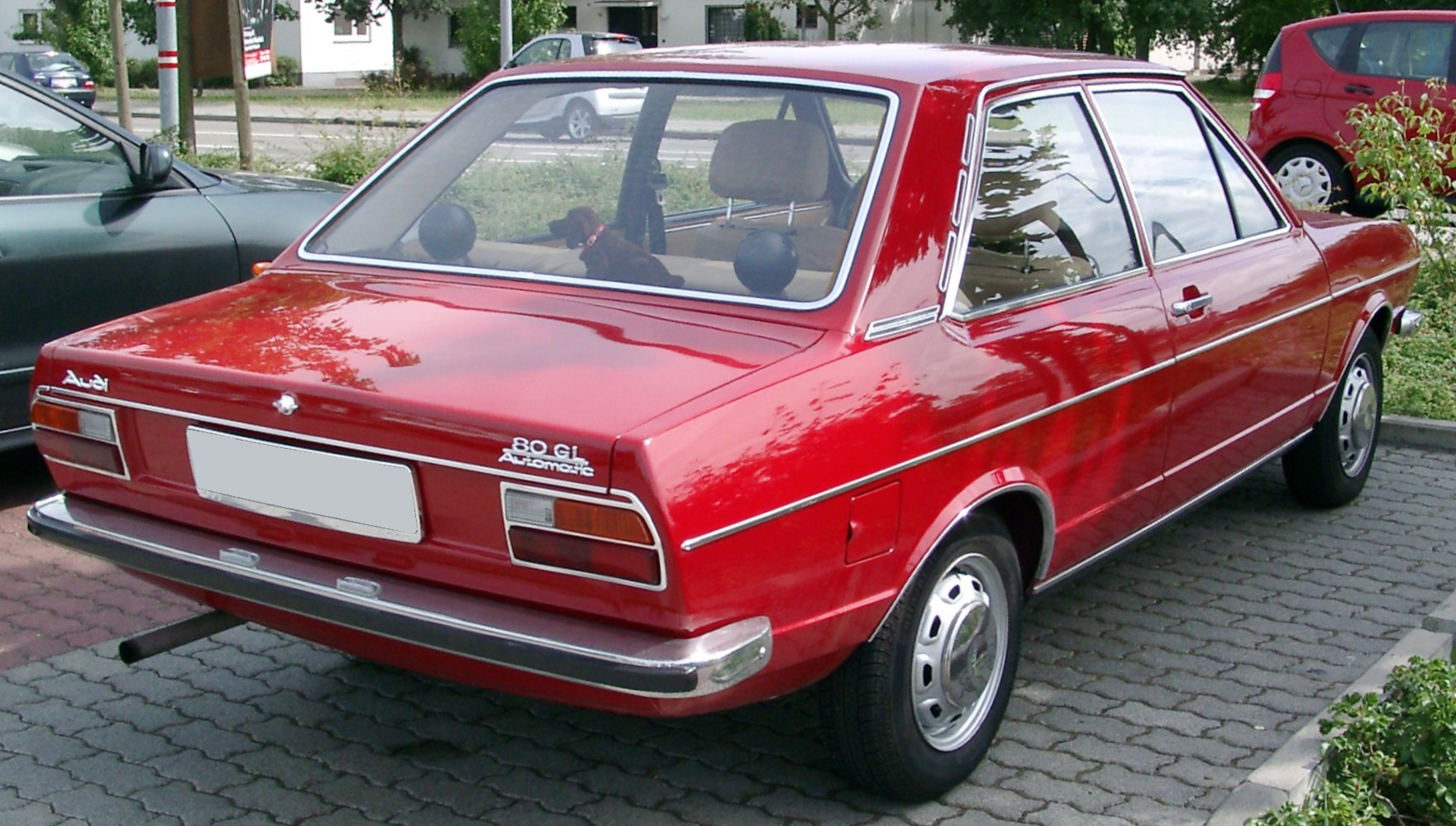
Audi 80 B1 vista posterior.
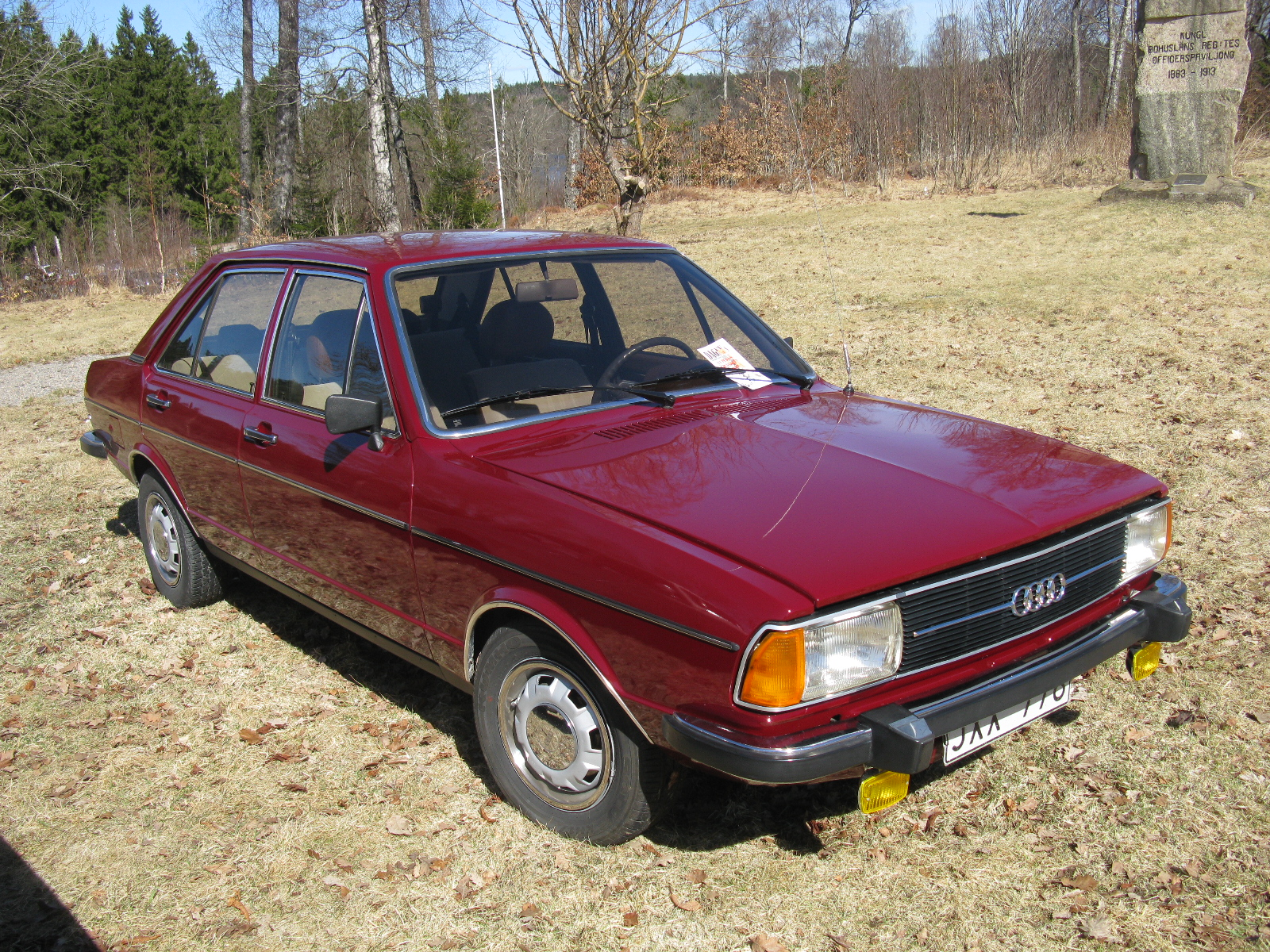
Audi 80 B1 rediseño.
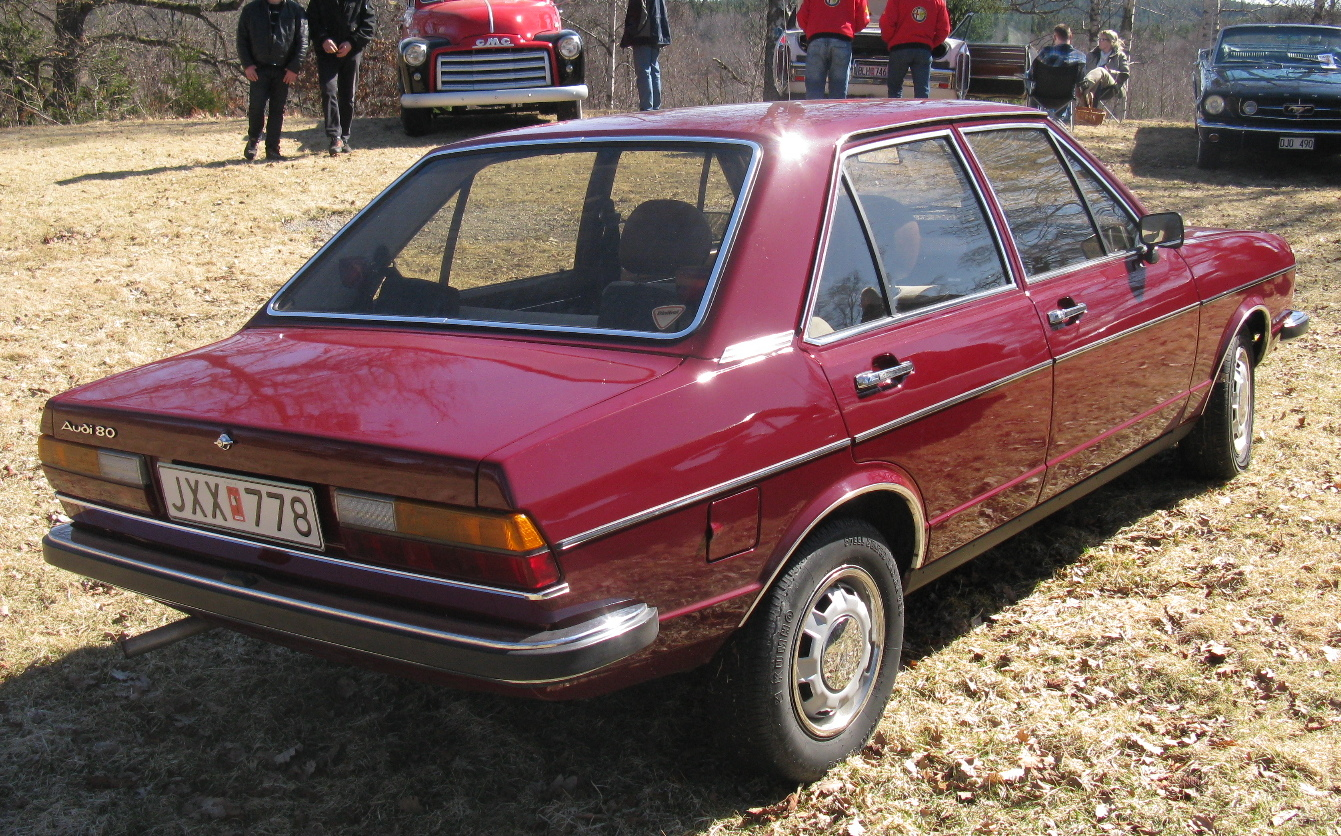
Audi 80 B1 rediseño vista posterior
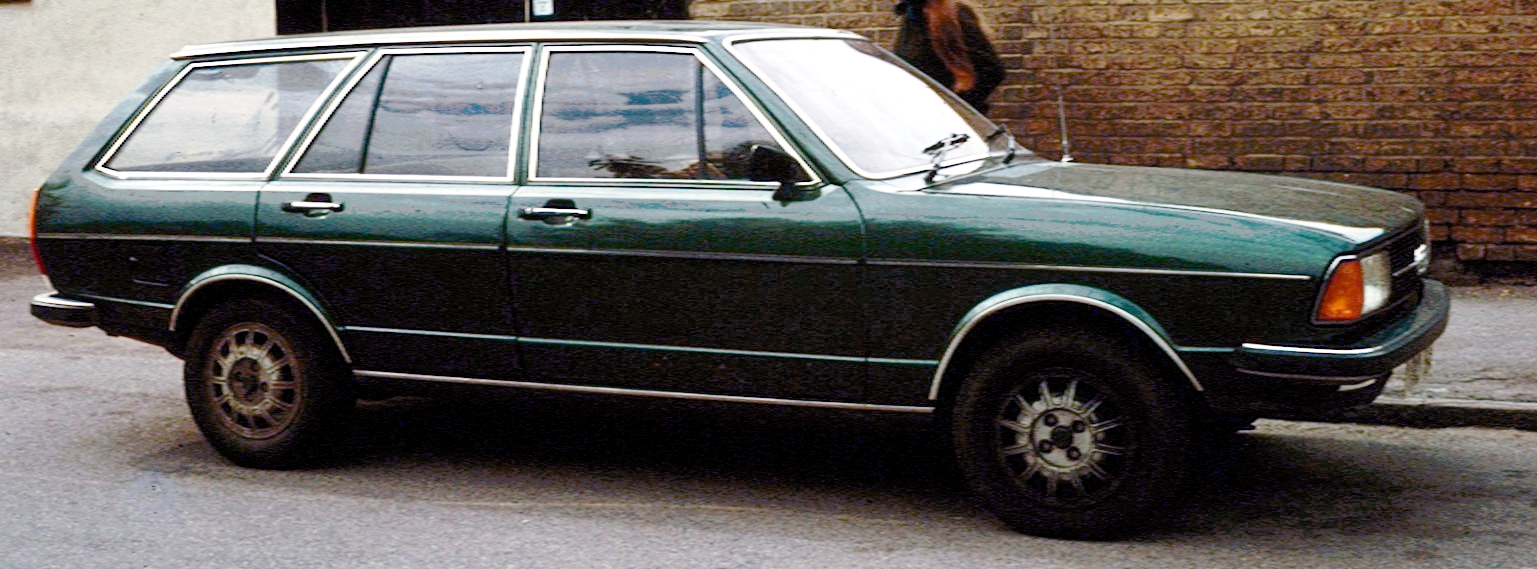
Audi 80 versión familiar

## Audi 80 B2
Audi presentó un nuevo diseño de su berlina 80 sobre la plataforma B2 (Typ 81) en septiembre de 1978 diseñado por Giorgetto Giugiaro, unas semanas más tarde se empezó a comercializar en Europa, mientras que en América del Norte se presentó en 1979 (como modelo 1980). Audi continuó utilizando la denominación 80 en Europa, pero en América del Norte pasaría a llamarse Audi 4000.
En Europa, el Audi 80 fue el modelo estándar, mientras que después de un lavado de cara en 1984, aparecería una nueva versión alta de gama denominado como Audi 90 fue lanzado, con más opciones, equipaba las motorizaciones de 70 CV (51 kW, 69 CV), cuatro cilindros 1.6L turbodiesel motor (TD), que también estaba disponible para los Audi 80, dos de cinco cilindros en línea de gasolina - un 2.0 con 115 CV (85 kW 113 CV) y un 2.2 de 136 CV (100 kW, 134 CV), que posteriormente fue modificado en un 2,3. El 2.2 estaba disponible con un convertidor catalítico y el poder clasificaciones de 115 CV (85 kW 113 CV) para el de tracción delantera y 120 CV (88 kW 118 CV) para los modelos quattro. Modelos europeos tuvieron dos faros cubiertas, mientras que los modelos norteamericanos tenían en general faros cuádruples.
El Audi 5 5 fue lanzado en el mercado australiano en octubre de 1981 y fue descrito como una "única australiana Special". Después de la prensa del motor australiano había impulsado el nuevo B2 Audi 80, Audi hicieron señas para encajar el motor de cinco cilindros del Audi 100. El 5 +5 fue esencialmente un 80 B2 berlina de cuatro puertas motor de cinco cilindros de 2.144 cc, el precursor de lo que sería el Audi 90. 
En 1983, el Sport 80 se introdujo en el Reino Unido, basada en el GTE. Vino con aleaciones de Ronal-estilo quattro, goma alerón trasero, en el fondo alerón, carbón rayas Recaro interior, y los gráficos del cuerpo opcionales que incluyen larga duración "Audi Sport" rayas. Una versión conmemorativa de edición especial, el 4000 CS quattro Audi , fue hecho para el 1985, 1986, y 1987 años modelo.
Mediados de 1984, para el 1985 el año del modelo , Audi dio el B2 un sutil lavado de cara con las luces de cola se asemeja a los de la Typ 44 Audi 100, y diferente parachoques traseros y faros delanteros y un interior actualizado. En Europa, los motores con controles de emisiones convertidor catalítico se pusieron a disposición por primera vez.
La plataforma B2 resultó ser a la vez muy versátil y muy rentable, muchos componentes fueron compartidas o prestadas de la Coupé Audi , Audi Quattro y Audi Sport Quattro, que en el proceso ayudó a cimentar la empresa a la luz pública después de su quattro permanente de cuatro Tracción sistema demostró ser útil en diversas formas de carreras.
Los salones se ofrecen hasta finales de 1986 en Europa y 1.987 en el extranjero, y el Audi Coupé B2 basada duraron hasta 1988 (como un modelo de principios de 1989) antes de ser cambiado. El Coupé comparte muchos componentes, y su forma básica del cuerpo, con el Audi Quattro originales.

### 4000 (1980-1987)
El norteamericano Audi 4000 se vendió en versiones 4000S (1,8 L) y quattro 4000 CS (2,2 L), siendo el quattro CS muy similar al Audi 90 quattro europeo.
El quattro CS tenía un CIS-E con inyección de gasolina de 2.2 litros de 5 cilindros en línea motor de gasolina (código de identificación: JT). Se desplaza 2.226 cc, se construyó a partir de un gris de hierro fundido bloque de cilindros , con una aleación de aluminio de la culata , y utilizó una correa dentada impulsada por árbol de levas (SOHC). La potencia nominal era de 86 kW (117 PS, 115 CV) a 5.500 rpm, y el par es de 171 Nm (126 lbf · pie) a 3.000 rpm. La única transmisión disponible en el 4000 CS era una relación cerrada de cinco velocidades manuales .

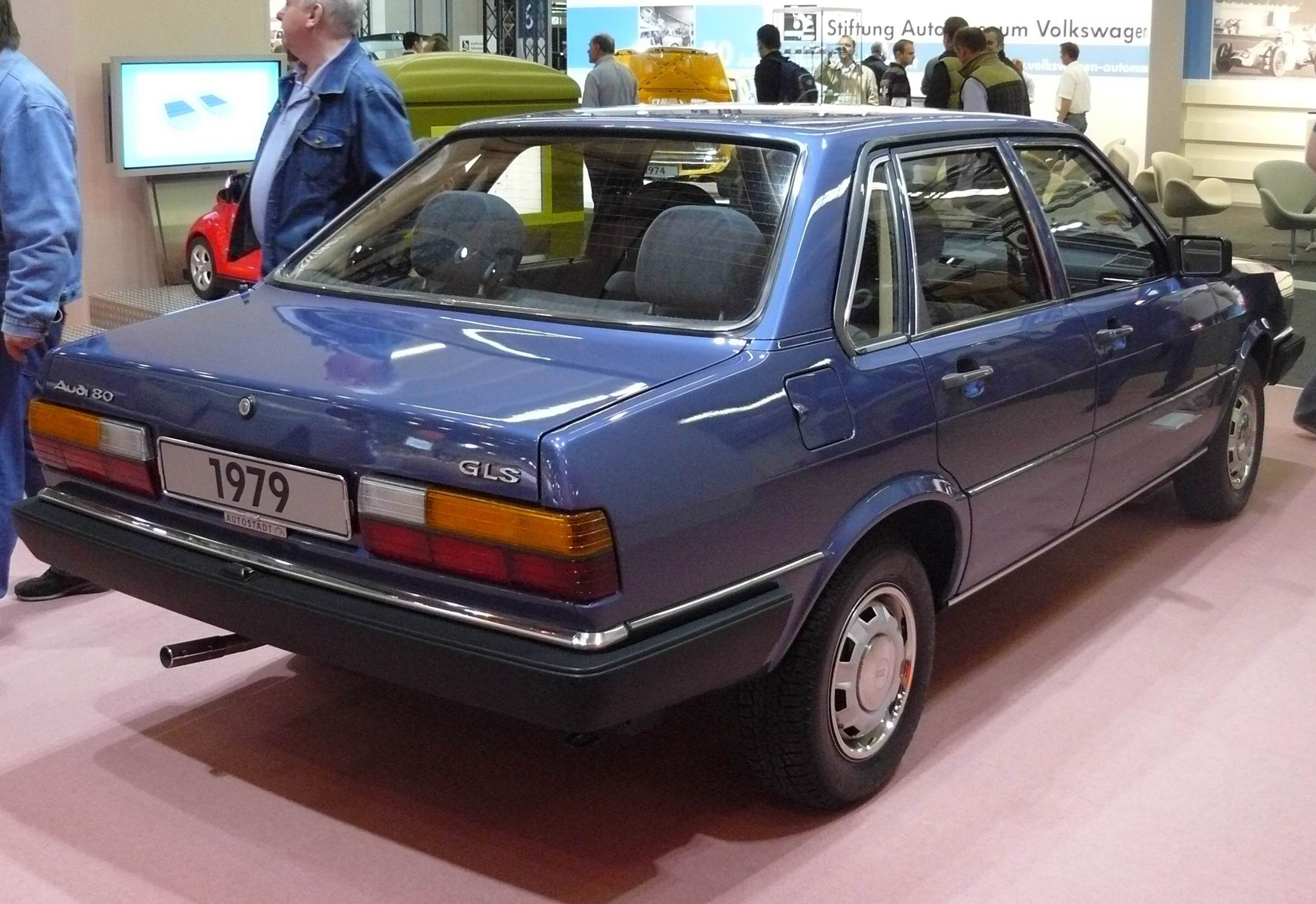
Audi 80 B2 4P vista posterior.
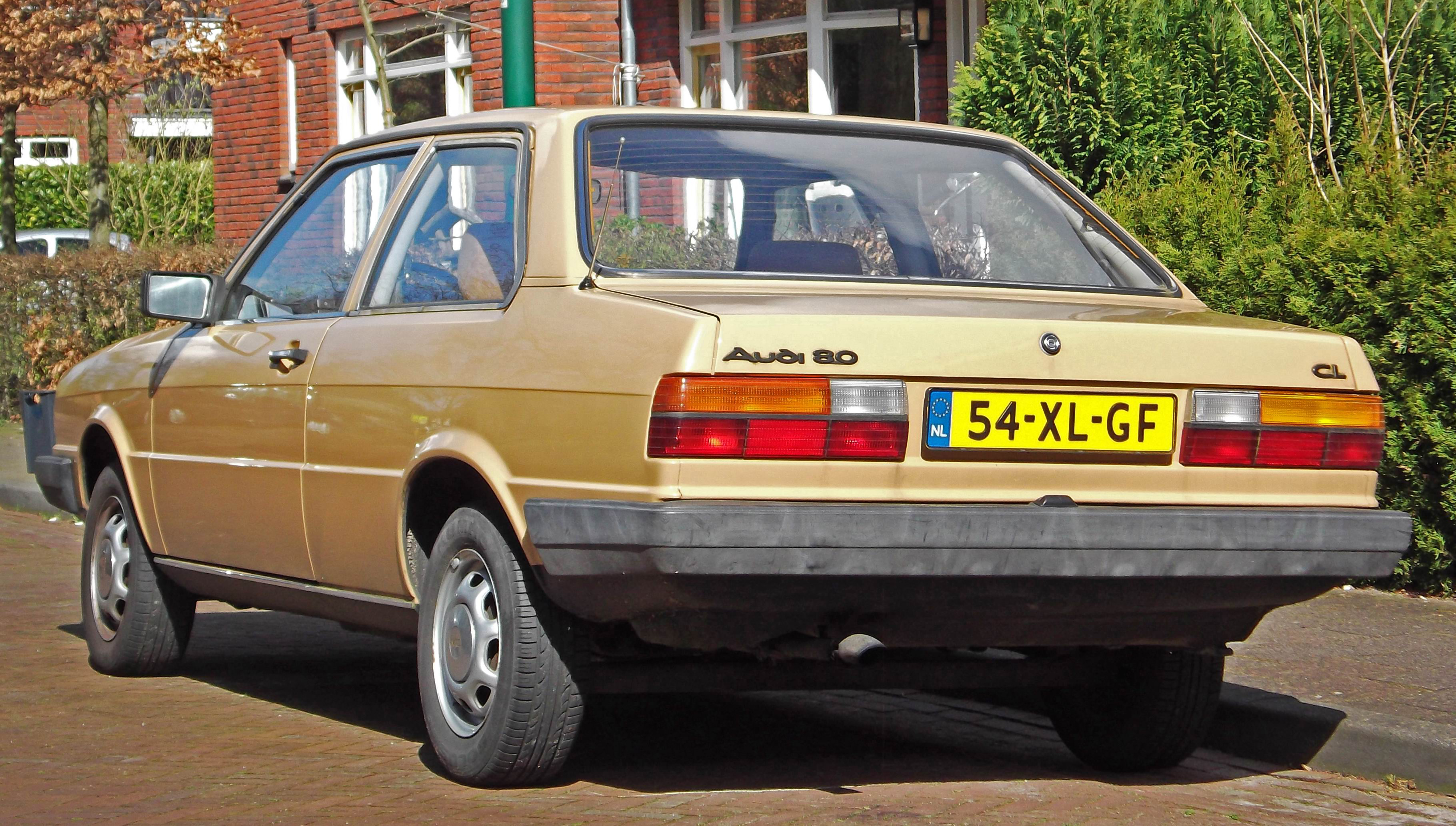
Audi 80 B2 2P vista posterior.
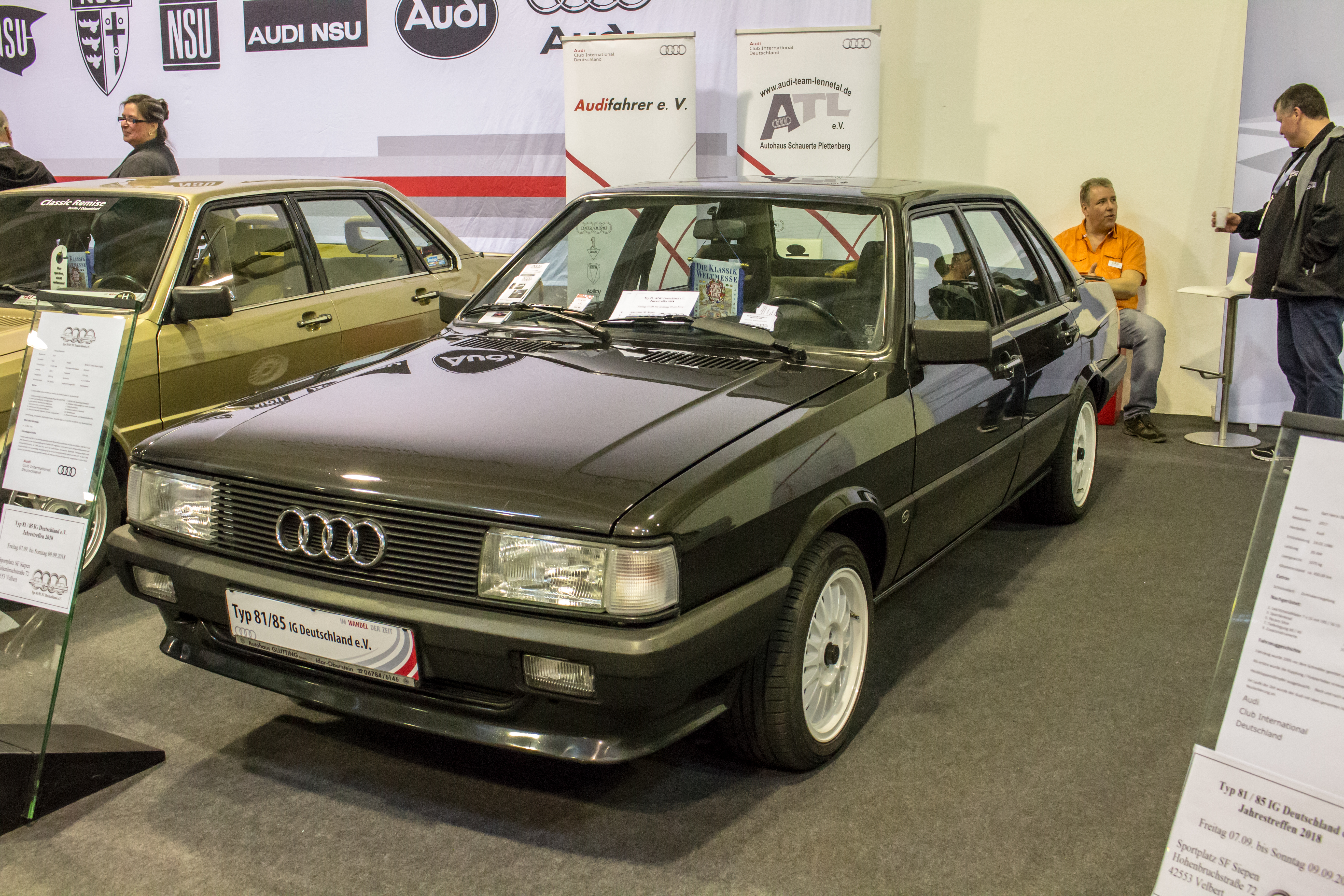
Audi 80 B2 rediseño.
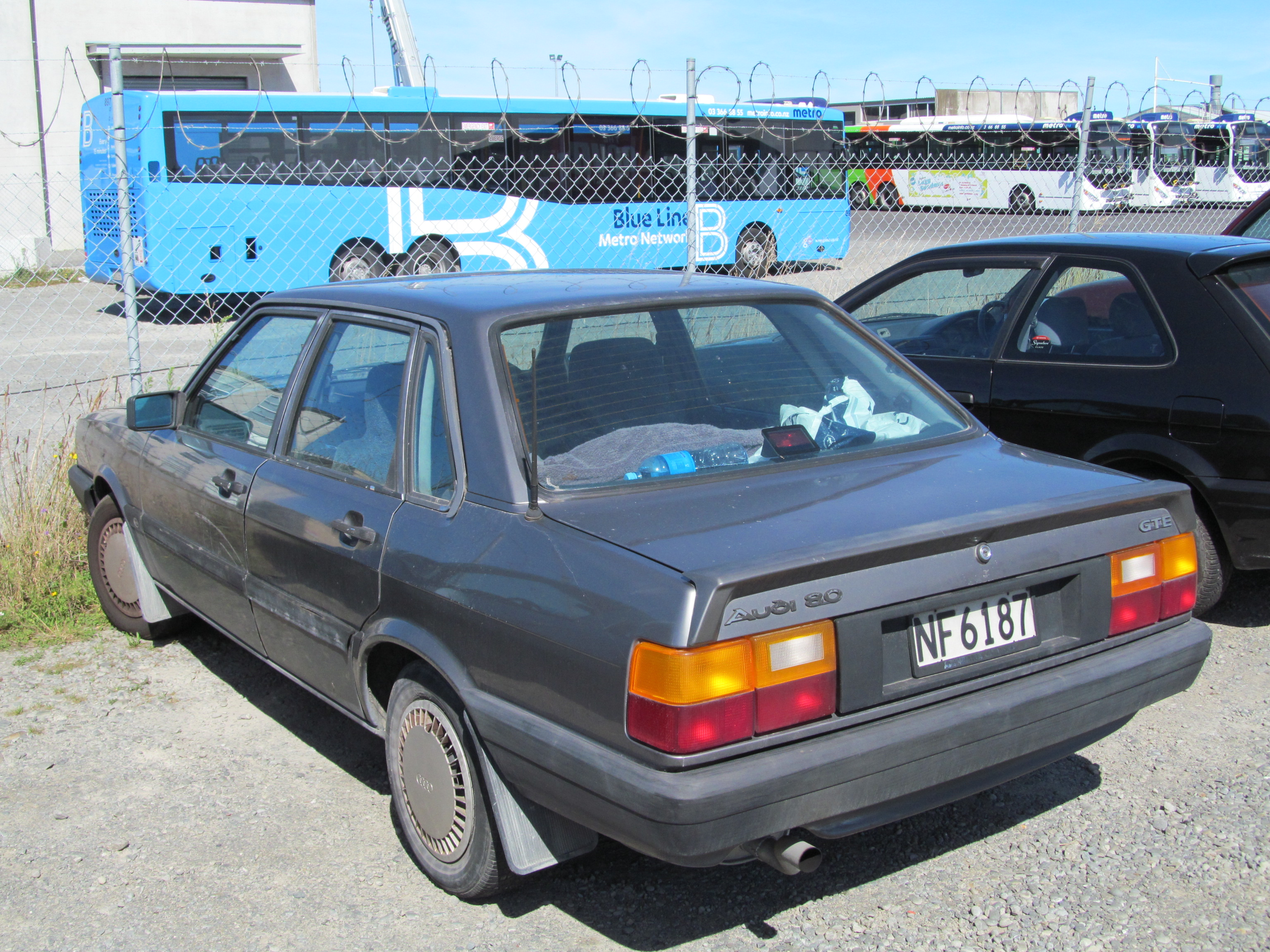
Audi 80 B2 rediseño vista posterior
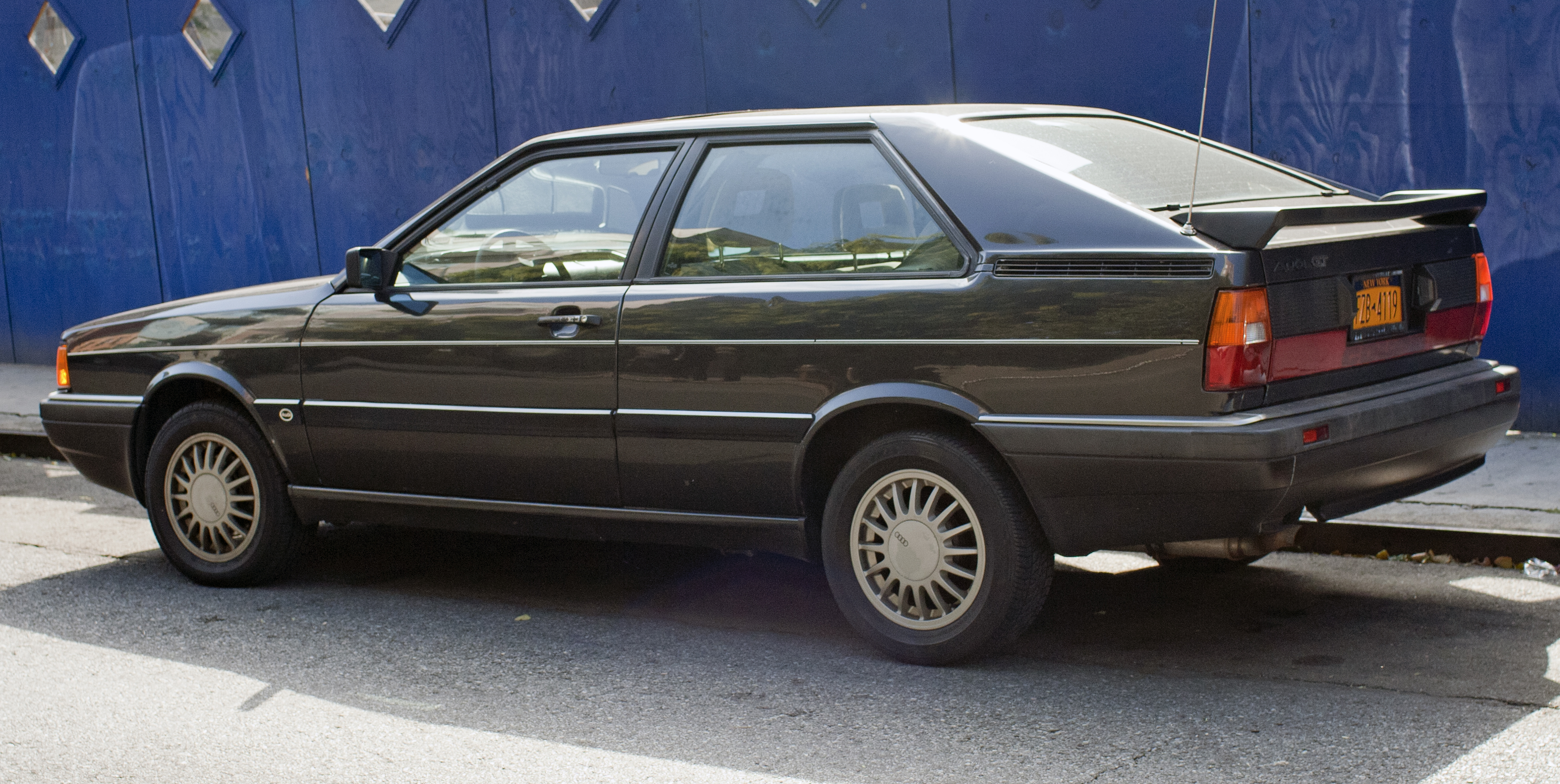
Audi Coupe B2 versión deportiva
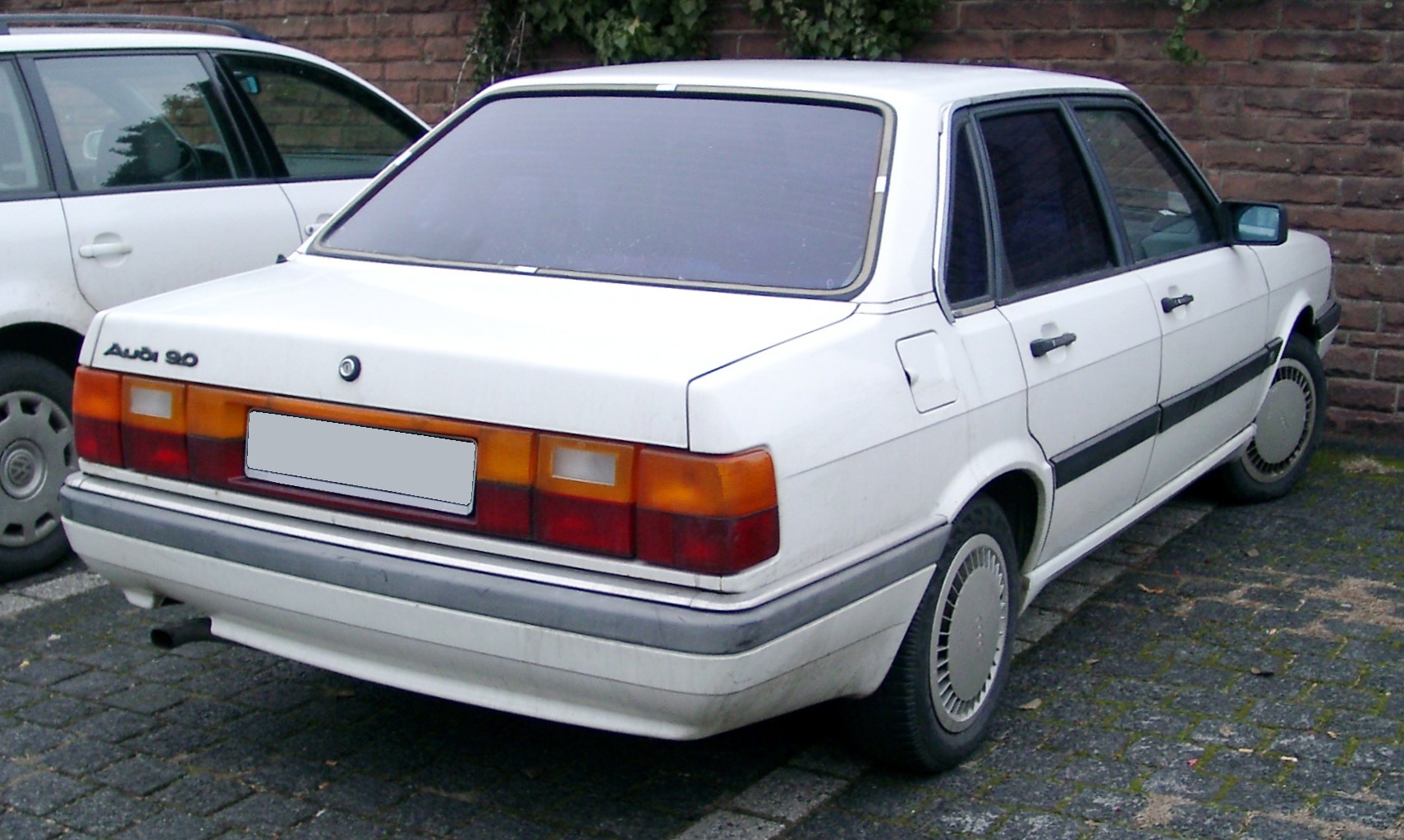
Audi 90 B2 versión lujo
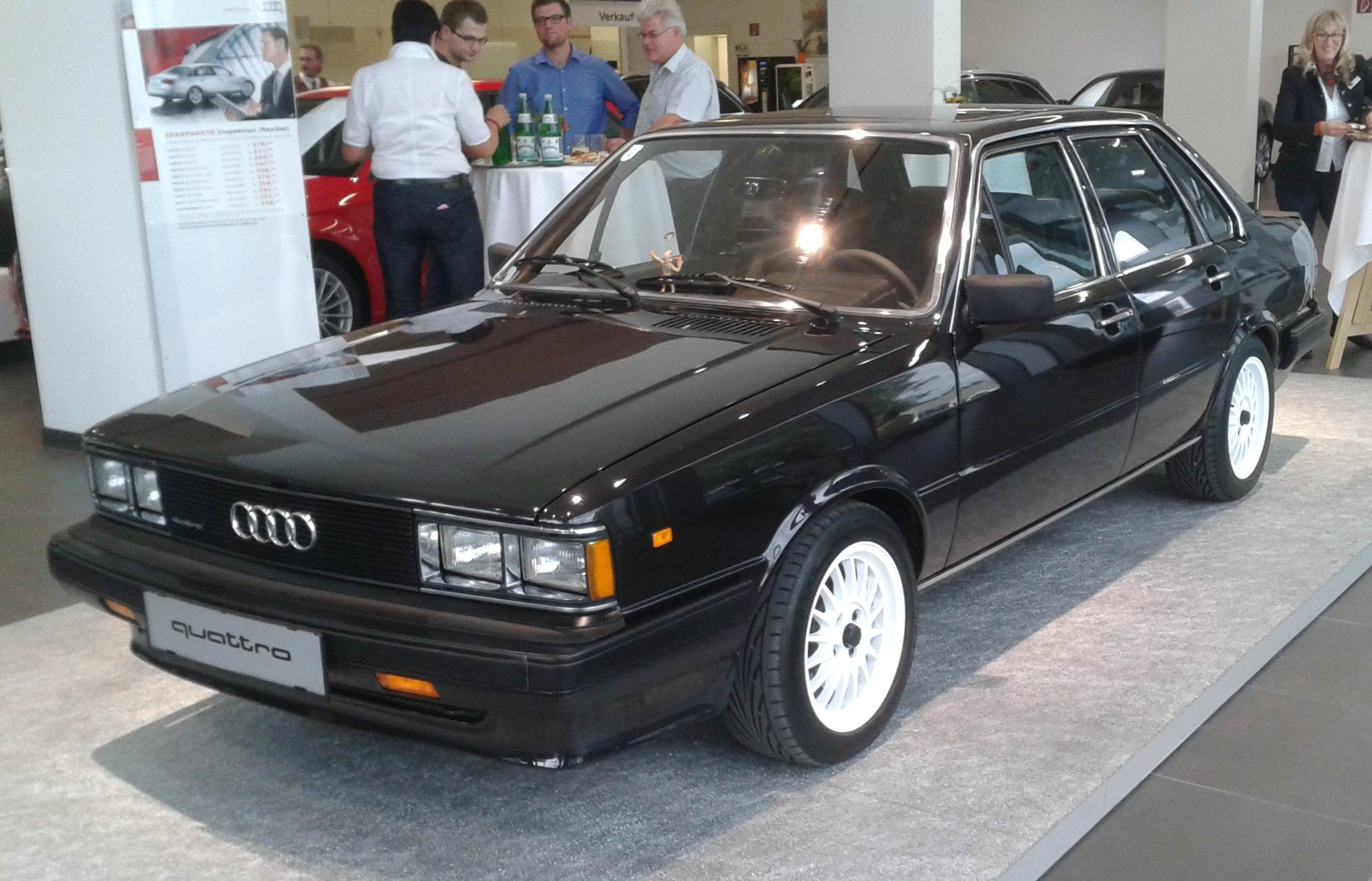
Audi 4000 B2 quattro

## Audi 80 B3 (1986-1991)

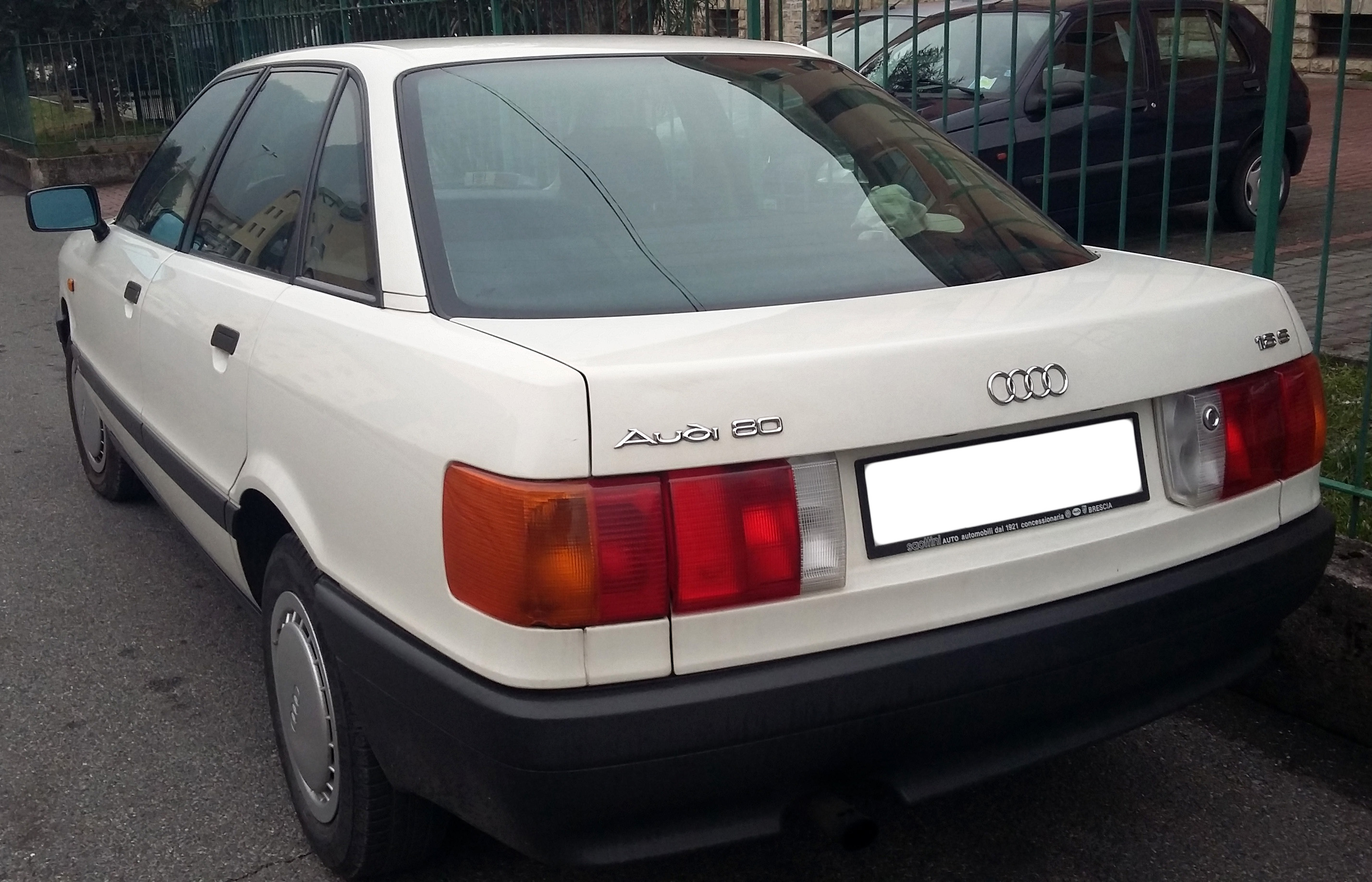
Audi 80 B3, posterior

En 1981 Audi empieza con el proyecto de crear una nueva generación, con los primeros croquis y bocetos, en 1982 aparece la primera maqueta del cual se empezaría a desarrollar los primeros prototipos, al año siguiente en 1983 Audi ya tiene un anticipo no rodante del concept denominado B12, en 1984 aparece el primer prototipo presentado al público como 80 CW prototipe studio.
En otoño de 1986, Audi AG presentó la tercera generación del Audi 80, conocido internamente como B3. Como sucedió con la gama de modelos Audi 100/200 el año anterior, el Audi 80 también fue dotado con carrocería totalmente galvanizada, con diez años de garantía anticorrosión. Con un coeficiente aerodinámico de 0,29, el Audi 80 presentaba una aerodinámica excelente permitiendo alcanzar los 180 km/h de punta a su versión gasolina de 90 cv y 195 km/h en la gasolina de 112 cv.

### Motorizaciones
Los motores de la tercera generación o generación B3 del Audi 80 eran un 1.8 gasolina de carburador o inyección mecánica y unas potencias de 112 CV en su versión 1.8 E y 90 cv en las versiones gasolina 1.8 S, un 1.6 Diésel de 82 CV, dejándose la denominación Audi 90 para las versiones de 5 cilindros con esta misma carrocería.
| Periodo                        | 1989-1991                       | 1986-1991            | 1990-1991             | 1986-1990                       | 1986-1990                       | 1986-1991            | 1986-1991                     | 1988-1991            | 1986-1991                     | 1986-1988                     | 1988-1990                     | 1990-1991                     | 1990-1991                      |
| Tipo de motor                  | L4 8v, carburación, catalizador | L4 8v, carburación   | L4 8v, inyección      | L4 8v, carburación, catalizador | L4 8v, carburación, catalizador | L4 8v, carburación   | L4 8v, inyección, catalizador | L4 8v, inyección     | L4 8v, inyección, catalizador | L4 8v, inyección, catalizador | L4 8v, inyección, catalizador | L4 8v, inyección, catalizador | L4 16v, inyección, catalizador |
| Identificación del motor       | PP                              | RN                   | ABB                   | RU                              | SF                              | NE                   | JN                            | PM                   | DZ                            | SD                            | 3A                            | AAD                           | 6A                             |
| Cilindrada                     | 1595 cm³                        | 1595 cm³             | 1595 cm³              | 1781 cm³                        | 1781 cm³                        | 1781 cm³             | 1781 cm³                      | 1781 cm³             | 1781 cm³                      | 1847 cm³                      | 1984 cm³                      | 1984 cm³                      | 1984 cm³                       |
| Potencia máxima: CV (kW) @ rpm | 69 CV (51 kW) @ 5200            | 75 CV (55 kW) @ 5200 | 102 CV (75 kW) @ 6300 | 75 CV (55 kW) @ 4500            | 88 CV (65 kW) @ 5200            | 90 CV (66 kW) @ 5200 | 90 CV (66 kW) @ 5400          | 90 CV (66 kW) @ 5500 | 112 CV (82 kW) @ 5800         | 113 CV (83 kW) @ 5600         | 113 CV (83 kW) @ 5300         | 116 CV (85 kW) @ 5300         | 137 CV (101 kW) @ 5800         |
| Par máximo: Nm @ rpm           | 118-123 Nm @ 2700               | 125 Nm @ 2700        | 135 Nm @ 3500         | 140 Nm @ 2500                   | 142 Nm @ 3300                   | 150 Nm @ 3300        | 145 Nm @ 3350                 | 142 Nm @ 3250        | 155 Nm @ 3250                 | 160 Nm @ 3400                 | 170 Nm @ 3250                 | 168 Nm @ 3250                 | 181 Nm @ 4500                  |
| Aceleración 0–100 km/h         | 14.1 s                          | 13.9 s               | 12.3 s                | 13.7 s                          | 11.8 s                          | 12.2 s               | 12.4 s                        | 12.4 s               | 10.9 s                        | 10.5 s                        | 10.9 s                        | 10.9 s                        | 9.0 s                          |
| Velocidad máxima               | 168 Km/h                        | 167 Km/h             | 190 Km/h              | 167 Km/h                        | 179 Km/h                        | 182 Km/h             | 182 Km/h                      | 182 Km/h             | 195 Km/h                      | 196 Km/h                      | 196 Km/h                      | 196 Km/h                      | 208 Km/h                       |

| Periodo                        | 1986-1989            | 1989-1991            | 1989-1991            | 1988-1990            |
| Tipo de motor                  | L4 8v                | L4 8v                | L4 8v, turbo         | L4 8v, turbo         |
| Identificación del motor       | JK                   | 1Y                   | SB                   | RA                   |
| Cilindrada                     | 1588 cm³             | 1896 cm³             | 1588 cm³             | 1588 cm³             |
| Potencia máxima: CV (kW) @ rpm | 54 CV (40 kW) @ 4800 | 68 CV (50 kW) @ 4400 | 80 CV (59 kW) @ 4500 | 80 CV (59 kW) @ 4500 |
| Par máximo: Nm @ rpm           | 100 Nm @ 2700-3200   | 127 Nm @ 2200-2600   | 152 Nm @ 2300-2800   | 155 Nm @ 2600-3000   |
| Aceleración 0–100 km/h         | 20.0 s               | 16.9 s               | 14.6 s               | 14.0 s               |
| Velocidad máxima               | 153 Km/h             | 165 Km/h             | 174 Km/h             | 172 Km/h             |

### Audi 90
En mayo de 1987, apareció el Audi 90 B3. Se caracteriza por un extremo, paragolpes color de la carrocería delantero modificado y espejos, en el parachoques integrado luces direccionales delanteras, listones cromados en los paragolpes, así como delantera revisada y las luces traseras del Audi 80 B3 / Tipo 89. Una vez más, en comparación con Audi 80 los motores eran de mayor potencia y un interior de mayor calidad. Además, la lista de equipamiento opcional se ampliaba. Esta serie tenía un cuerpo totalmente galvanizado. 

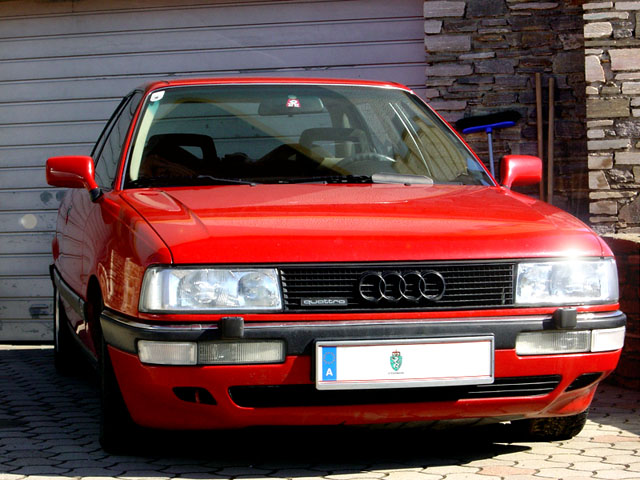
Audi 90 Quattro 2.3E

### Seguridad
Éstos nuevos modelos también se beneficiaba del ingenioso sistema procon-ten de seguridad pasiva, que ya había sido instalado en el Audi 100, y que era capaz de proteger al conductor y el pasajero delantero, retirando el volante y tensando el cinturón de seguridad, mediante un sistema mecánico de poleas y cables, que podría ser considerado como un antecesor de los pretensores pirotécnicos que son, en la actualidad, utilizados por todos los fabricantes de automóviles. 
Los Audi fueron de los últimos fabricantes alemanes en instalar airbag de serie en sus turismos, debido a la efectividad de éste sistema, si bien en los últimos años del Audi 80 y Audi 100/A6, ambos sistemas convivieron, antes de la desaparición definitiva del Procon Ten durante el lanzamiento de los A4 y Audi A6 en la década del 2000.
No obstante, la retirada del volante hacia el salpicadero, ha sido una mejora que se ha implementado en todas las marcas de automóviles, para prevenir la invasión del volante en el espacio de supervivencia del conductor durante los accidentes de tráfico severos. 

#### Motorizaciones
| Periodo                        | 1987-1991             | 1988-1991              | 1987                   | 1987-1991              | 1987-1991              | 1988-1991             |                       |                       |
| Tipo de motor                  | L5 10v                | L5 20v                 | L5 10v                 | L5 10v                 | L5 20v                 | L4 8v, diesel, turbo  |                       |                       |
| Identificación del motor       | PS                    | NM                     | KV                     | NG                     | 7A                     | RA/SB                 |                       |                       |
| Diámetro x carrera             | 81.0 mm x 77.4 mm     | 81.0 mm x 77.4 mm      | 81.0 mm x 86.4 mm      | 82.5 mm x 86.4 mm      | 82.5 mm x 86.4 mm      | 76.5 mm x 86.4 mm     |                       |                       |
| Cilindrada                     | 1994 cm³              | 1994 cm³               | 2226 cm³               | 2309 cm³               | 2309 cm³               | 1588 cm³              |                       |                       |
| Relación de compresión         | 10.0: 1               | 10.0: 1                | 10.0: 1                | 10.0: 1                | 10.0: 1                | 23.0: 1               |                       |                       |
| Potencia máxima: CV (kW) @ rpm | 115 CV (85 kW) @ 5400 | 160 CV (118 kW) @ 6200 | 136 CV (100 kW) @ 5700 | 136 CV (100 kW) @ 5700 | 170 CV (125 kW) @ 6000 | 80 CV (59 kW) @ 4500  |                       |                       |
| Par máximo: Nm @ rpm           | 172 Nm @ 4000         | 200 Nm @ 4500          | 186 Nm @ 3500          | 190 Nm @ 4500          | 220 Nm @ 4500          | 155 Nm @ 2600-3000    |                       |                       |
| Tracción                       | Delantera             | Delantera/Quattro      | Delantera/Quattro      | Delantera/Quattro      | Delantera/Quattro      | Delantera             |                       |                       |
| Transmisión                    | Manual, 5 velocidades | Manual, 5 velocidades  | Manual, 5 velocidades  | Manual, 5 velocidades  | Manual, 5 velocidades  | Manual, 5 velocidades | Manual, 5 velocidades | Manual, 5 velocidades |
| Aceleración (0-100 Km/h)       | 10.2 s                | 8.9 s                  | 9.3 s                  | 9.2                    | 8.6 s                  | 14.6 s                |                       |                       |
| Velocidad máxima               | 196 Km/h              | 215 Km/h               | 210 Km/h               | 206 Km/h               | 220 Km/h               | 174 Km/h              |                       |                       |
| Consumo combinado (L/100 Km/h) | 11.5                  | 10.5                   | 10.7                   | 11.0                   | 10.8                   | 8.0                   |                       |                       |

## Audi 80 B4 (1991-1995)

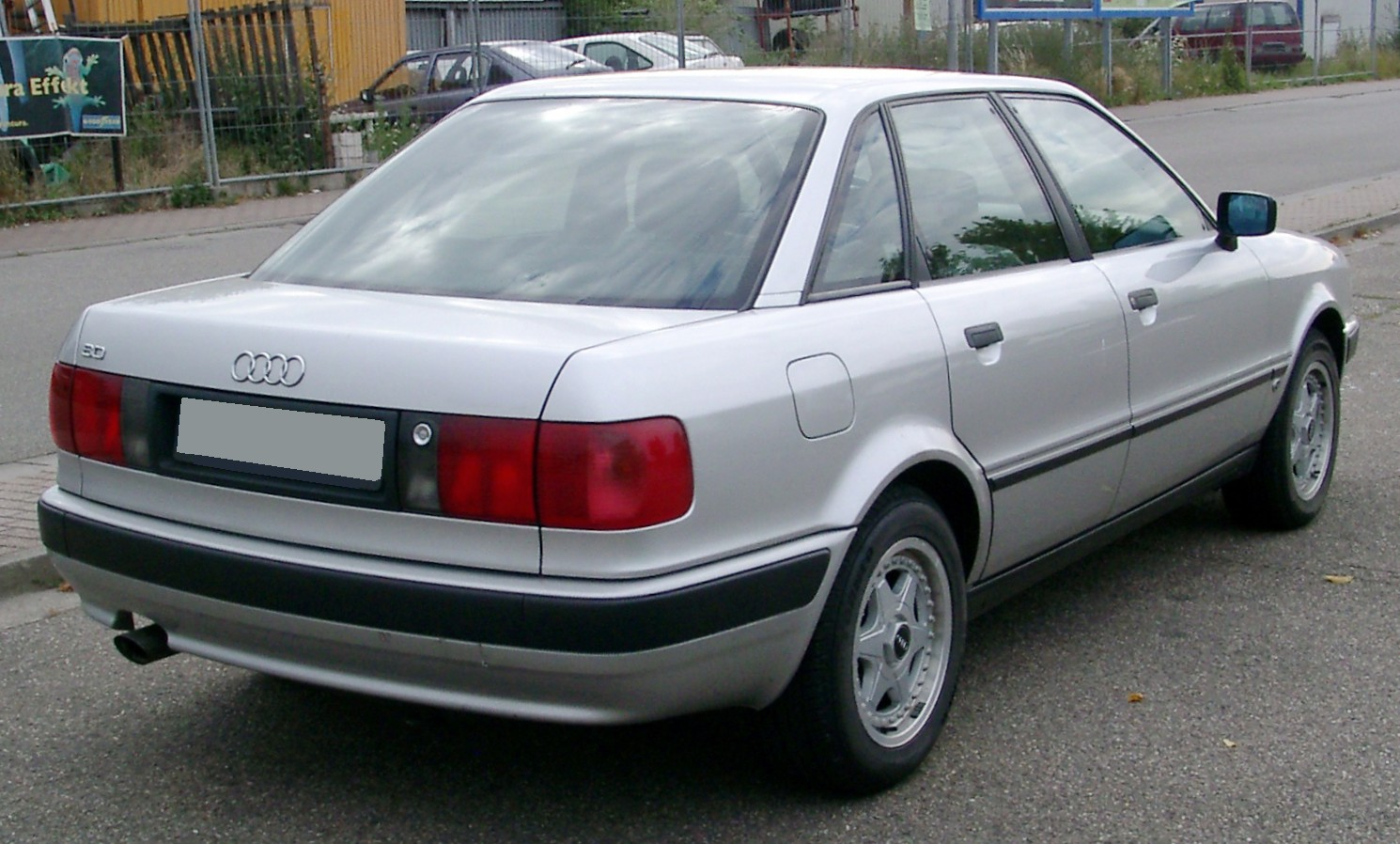
Audi 80 B4 (1991–1995)

El B3 obtiene una importante renovación para el modelo en el año 1991. Fue a partir de entonces conocido internamente como el B4 (o 8C). Los cambios más importantes en el B3 incluyen una mayor distancia entre ejes, un tanque de combustible completamente rediseñado y el eje trasero para permitir el uso de los asientos traseros plegables, ruedas de carretera de 15" con pasos de rueda más prominentes, nuevo diseño y pintado de los paragolpes trasero y delantero, así como materiales de mayor calidad para el interior. También la calandra delantera se fusionó con el capó dándole un aspecto más audaz.
El nuevo B4 marcó el inicio de los movimientos de Audi en el segmento de vehículos de mediano tamaño de lujo, que hasta entonces estaba claramente dominado por Mercedes-Benz y BMW. En el mercado europeo, y en Alemania, en particular, el B4 y sus variantes fueron muy exitosos y populares, ya que este modelo contaba con 4 variantes Avant, Coupe, Cabriolet y Berlina.

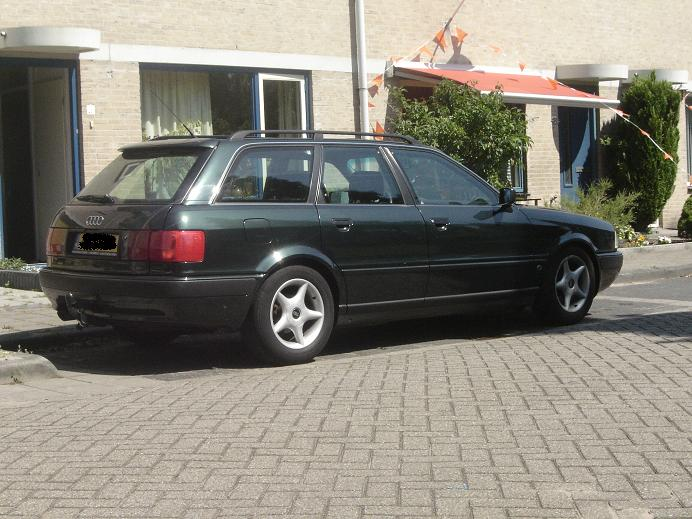
Audi 80 Avant

En Europa, el nombre 90 se suspendió, y todas las berlinas se rebautizaron como 80, independientemente del motor que llevasen. Audi América fue en la dirección opuesta, y comenzó a vender la berlina con la denominación «90». Los B4 para el mercado estadounidense ofrecen normalmente más de lujo, incluso en la versión estándar, como por ejemplo la transmisión automática, control de crucero, aire acondicionado y asientos de cuero, todos los cuales eran generalmente opcionales con coste adicional en los modelos europeos.
Debido a las diferentes especificaciones para los choques de seguridad del Departamento de Transporte de Estados Unidos (DOT) se tuvieron que rediseñar los faros y el frontal del B4 especialmente para vehículos vendidos en América del Norte. Los cambios más importantes son el parachoques delantero que tuvo que ser diseñado para dar cabida a los amortiguadores de choque (no requeridos en Europa) y los faros, como resultado de estas restricciones de diseño, la variante norteamericana del B4, a diferencia de los modelos V6 Europeos, no tenía los faros de doble H1/H4. Los intermitentes blancos, tanto los que iban al lado del faro principal como el parachoques, se colocaron junto a los faros y debían ser naranjas. También se colocaron los antinieblas las rejillas inferiores del parachoques y se hicieron más pequeños.
A partir del año modelo 1994, un modelo de edición limitada, conocida como Europa, se introdujo en el mercado europeo. Podría ser tanto  berlina como Avant. Se equiparon de fábrica con espejos eléctricos, llantas de aleación, reposacabezas traseros, airbag en el volante, y ofreció como opciones techo solar eléctrico o aire acondicionado. Llegó en cinco colores diferentes y especiales. En 1994, las versiones "normales"  B4 y Avant, aumentaron el equipamiento de serie, así como las opciones disponibles, incluyendo airbag en el volante y rediseño de los revestimientos interiroes de las puertas (de serie), y airbag de pasajero e inmovilizador del motor integrado (opcional).

### Motorizaciones
Los coches europeos se encontraban disponibles con una selección de motores en línea de cuatro cilindros, así como la conocida de cinco, y dos diferentes nuevos motores V6 (2.6 y 2.8); Este último motor V6 de 2.8 litros fue el único motor disponible para los vehículos vendidos en América del Norte. Como también por primera vez, Audi ha introducido un nuevo alto par, de inyección directa, turbo diésel, los nuevos 1.9 TDI (turbo diésel inyección) de 90 CV (66kW, hp 89). El motor de gasolina de 1.8 litros de la B3 se suspendió, y como modelo base se usó una variante del motor ya conocido 85 kW (116 CV, 114 CV) 2.0 E.
Muchas de las versiones de gasolina se podían pedir con tracción permanente a las cuatro ruedas (quattro), si se escogía esta opción, sólo se podría combinar con una transmisión manual de cinco (o seis) velocidades. Además, Audi construyó alrededor de 2500 unidades el Audi Competition preparado para la Super Tourenwagen Cup (STW). Fue una homologación de la calle de la línea B4-basada Super Touring Cup (STW) carrera de coches berlina con tracción a las cuatro ruedas y una modificación de 140 CV y 16 válvulas, motor de gasolina de dos litros. El tren de fuerza tiene sus raíces en los dos litros, los motores de cuatro cilindros en línea que la mayoría de los 80 europeos que fueron equipados por Audi. En el exterior, el Competition presentaba los parachoques igual que el S2, faros V6, y un alerón trasero montado en la tapa del maletero. Junto con el S2 y el RS2 Avant, el Audi Competition se ha convertido en un coche cada vez más raro y buscado convertidos los tres en artículos de coleccionista.
En conjunto, aunque algunas versiones no estaban disponibles en todas partes fuera de Alemania, Audi ofrece esta gama de motores para B4 80/90:
| Motores de gasolina            | Motores de gasolina                               | Motores de gasolina                               | Motores de gasolina                               | Motores de gasolina                               | Motores de gasolina                               | Motores de gasolina                               | Motores de gasolina                               | Motores de gasolina                               | Motores de gasolina                           | Motores de gasolina        | Motores de gasolina |
|                                | 1.6                                               | 1.6E                                              | 2.0                                               | 2.0E                                              | 2.0E 16V                                          | 2.3E                                              | 2.6E                                              | 2.8E                                              | 2.2T (S2)                                     | 2.2T (RS2)                 |                     |
| ------------------------------ | ------------------------------------------------- | ------------------------------------------------- | ------------------------------------------------- | ------------------------------------------------- | ------------------------------------------------- | ------------------------------------------------- | ------------------------------------------------- | ------------------------------------------------- | --------------------------------------------- | -------------------------- | ------------------- |
| Periodo                        | 1992-1994                                         | 1993-1995                                         | 1991-1995                                         | 1991-1995                                         | 1992-1995                                         | 1991-1994                                         | 1992-1995                                         | 1991-1995                                         | 1993-1995                                     | 1994-1995                  |                     |
| Identificación del motor       | ABM                                               | ADA                                               | ABT                                               | ABK                                               | ACE                                               | NG                                                | ABC                                               | AAH                                               | ABY                                           | ADU                        |                     |
| Tipo de motor                  | L4 8v, inyección monopunto                        | L4 8v                                             | L4 8v, inyección monopunto                        | L4 8v                                             | L4 16v                                            | L5 10v                                            | V6 12v                                            | V6 12v                                            | L5 20v, turbo, intercooler                    | L5 20v, turbo, intercooler |                     |
| Diámetro x carrera             | 81.0 mm × 77.4 mm                                 | 81.0 mm × 77.4 mm                                 | 82.5 mm × 92.8 mm                                 | 82.5 mm × 92.8 mm                                 | 82.5 mm × 92.8 mm                                 | 82.5 mm × 86.4 mm                                 | 82.5 mm × 81.0 mm                                 | 82.5 mm × 86,4 mm                                 | 81.0 mm × 86.4 mm                             | 81.0 mm × 86.4 mm          |                     |
| Cilindrada                     | 1595 cm³                                          | 1595 cm³                                          | 1984 cm³                                          | 1984 cm³                                          | 1984 cm³                                          | 2309 cm³                                          | 2598 cm³                                          | 2771 cm³                                          | 2226 cm³                                      | 2226 cm³                   |                     |
| Relación de compresión         |                                                   |                                                   | 9.2: 1                                            | 10.3: 1                                           | 10.8: 1                                           | 10.0: 1                                           | 10.0: 1                                           | 10.3: 1                                           | 9.3: 1                                        | 9.0: 1                     |                     |
| Potencia máxima: CV (kW) @ rpm | 71 CV (52 kW) @ 5400                              | 101 CV (74 kW) @ 6000                             | 90 CV (66 kW) @ 5400                              | 115 CV (85 kW) @ 5400                             | 140 CV (103 kW) @ 5800                            | 133 CV (98 kW) @ 5500                             | 150 CV (110 kW) @ 5750                            | 174 CV (128 kW) @ 5500                            | 230 CV (169 kW) @ 5900                        | 315 CV (232 kW) @ 6500     |                     |
| Par máximo: Nm @ rpm           | 120 Nm @ 3000                                     | 130 Nm @ 3200                                     | 148 Nm @ 3000                                     | 166 Nm @ 3200                                     | 181 Nm @ 4500                                     | 186 Nm @ 4000                                     | 225 Nm @ 3500                                     | 245 Nm @ 3000                                     | 350 Nm @ 1950                                 | 410 Nm @ 3000              |                     |
| Tracción                       | Delantera / Total (Quattro)                       | Delantera / Total (Quattro)                       | Delantera / Total (Quattro)                       | Delantera / Total (Quattro)                       | Delantera / Total (Quattro)                       | Delantera / Total (Quattro)                       | Delantera / Total (Quattro)                       | Delantera / Total (Quattro)                       | Total (Quattro)                               | Total (Quattro)            |                     |
| Transmisión                    | Manual, 5 velocidades / Automática, 4 velocidades | Manual, 5 velocidades / Automática, 4 velocidades | Manual, 5 velocidades / Automática, 4 velocidades | Manual, 5 velocidades / Automática, 4 velocidades | Manual, 5 velocidades / Automática, 4 velocidades | Manual, 5 velocidades / Automática, 4 velocidades | Manual, 5 velocidades / Automática, 4 velocidades | Manual, 5 velocidades / Automática, 4 velocidades | Manual, 5 velocidades / Manual, 6 velocidades | Manual, 6 velocidades      |                     |
| Aceleración 0–100 km/h         | 15.4 s                                            |                                                   | 13.6 s                                            | 11.8 s                                            | 9.6 s                                             | 9.8 s                                             | 9.3 s                                             | 8.0 s                                             | 5.9 s                                         | 5.4 s                      |                     |
| Velocidad máxima               | 162 Km/h                                          | 189 Km/h                                          | 177 Km/h                                          | 190 Km/h                                          | 201 Km/h                                          | 200 Km/h                                          | 212 Km/h                                          | 220 Km/h                                          | 248 Km/h                                      | 262 Km/h                   |                     |

| Periodo                        | 1991-1995             | 1991-1995                                    |
| Identificación del motor       | AAZ                   | 1Z                                           |
| Tipo de motor                  | L4 8v, turbo          | L4 8v, inyección directa, turbo, intercooler |
| Diámetro x carrera             | 79.5 mm × 95.5 mm     | 79.5 mm × 95.5 mm                            |
| Cilindrada                     | 1896 cm³              | 1896 cm³                                     |
| Relación de compresión         | 22.0: 1               | 19.5: 1                                      |
| Potencia máxima: CV (kW) @ rpm | 75 CV (55 kW) @ 4400  | 90 CV (66 kW) @ 4000                         |
| Par máximo: Nm @ rpm           | 140 Nm @ 2200-2800    | 182 Nm @ 2300                                |
| Tracción                       | Delantera             | Delantera                                    |
| Transmisión                    | Manual, 5 velocidades | Manual, 5 velocidades                        |
| Aceleración 0–100 km/h         | 17.5 s                | 14.1 s                                       |
| Velocidad máxima               | 162 Km/h              | 174 Km/h                                     |

La familia Audi 80 fue reemplazada por el nuevo Audi A4 en 1996, derivado del Passat Volkswagen 1996. En ese momento estaba muy anticuado en comparación con los rivales más modernos como el BMW Serie 3 E36. La producción cesó en un momento en el que los fabricantes alemanes más prestigiosos estaban haciendo una transición desde los modelos más antiguos a otros nuevos basados en nuevas plataformas para el segmento de las berlinas ejecutivas compactas.
El sedán B4 dejó de fabricarse a principios del año 1995 (aunque un número de vehículos europeos se sabe que han sido matriculados por primera vez tan tarde como a principios de 1995 en América del Norte, las ventas continuaron en 1995 también). Avant y cupé hizo lo mismo en 1995-96. El Cabriolet, sin embargo, que continuó en producción hasta el año 2000. 
Tanto el coupé y el cabrio se reemplazan por la primera generación del Audi TT coupé y roadster, vendido entre 1998 y 2006. La berlina B4 se sustituye por el Audi A4 para el año modelo 1995 (1996 en América del Norte), seguido de un nuevo A4 Avant más tarde en 1996. Un descapotable de tamaño mediano no estará disponible de nuevo hasta 2002, cuando el A4 Cabriolet se introdujo. Audi ha lanzado un nuevo coupe de tamaño medio para el año 2007, que ahora se conoce como el Audi A5.

### Cabriolet

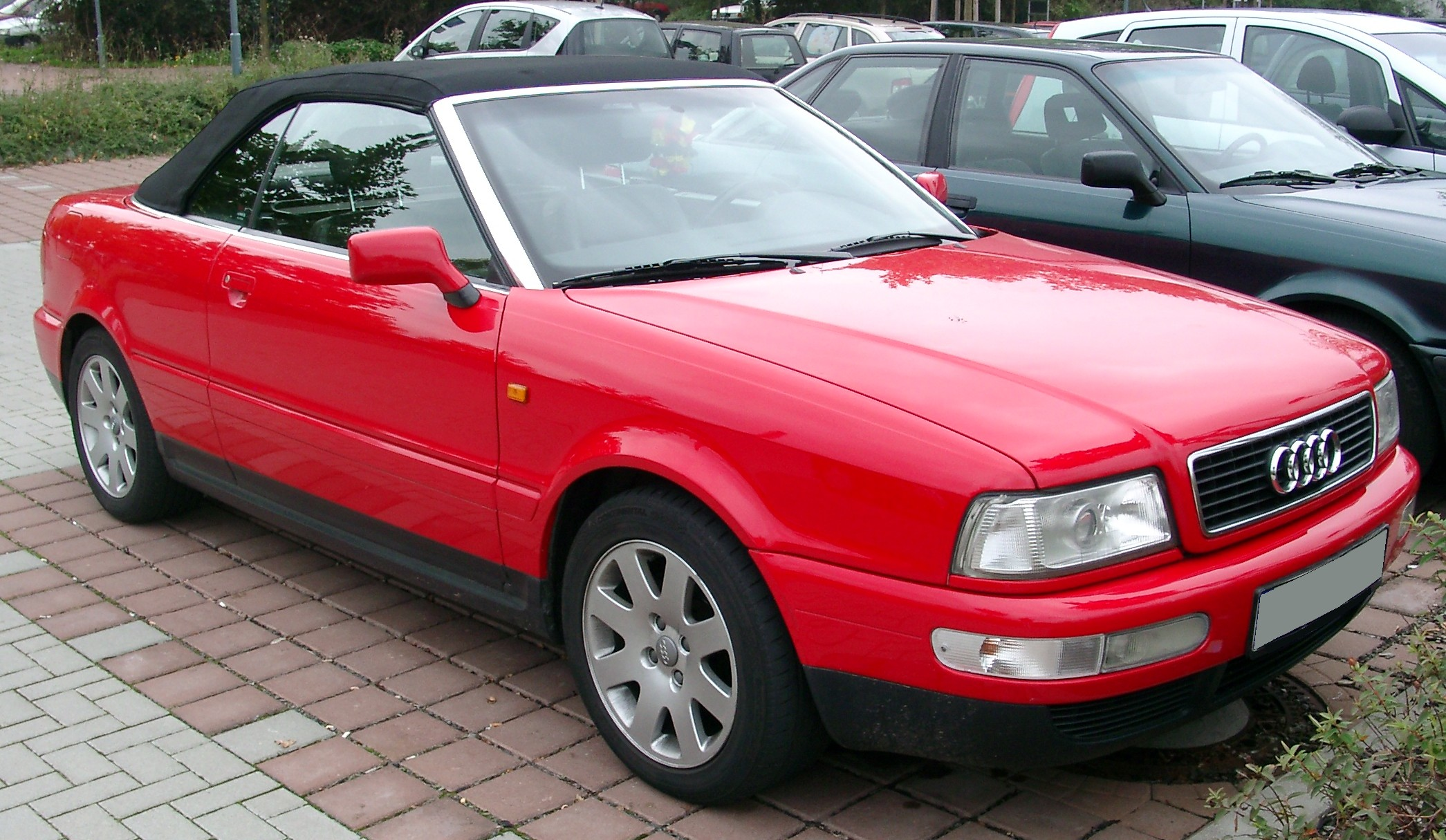
Audi 80 B4 cabriolet

Junto con la berlina, Audi produjo la versión familiar o ranchera, el Avant de Audi 80 y un convertible, el Audi Cabriolet (código Typ 8G), que se basaba en gran parte en el B3 Coupé. 
El Audi Cabriolet fue intorducido en 1991 y es el primer Audi con capota de lona desde el Auto Union 1000 Sp de 1959. Inicialmente disponible con un 2.3 litros 5 cilindros en línea y un V6 2.8 litros, más adelante contó con el motor 2.6 litros V6 y 1.9 TDI diesel. Todas las versiones fueron siempre tracción delantera. Altamente rediseñado para mantener la resistencia estructural del coupé (con el que compartía la suspensión deportiva), su marco del parabrisas se vio reforzado para evitar instalar una barra antivuelco trasera.
En el año 1997 sufrió algunos pequeños retoques en su versión europea, tales como parachoques y cuadro de mandos ligeramente rediseñados, faros halógenos y más opciones disponibles. Además de este lavado de cara, se introdujo una edición especial para el mercado europeo bajo el nombre de Sunline. Entre otras especificaciones, que estaba equipado con tapicería de cuero, aire acondicionado, llantas de aleación de 16 pulgadas, capota eléctrica y volante de cuero.
En noviembre de 1993, el Audi Cabriolet se introdujo en el mercado estadounidense equipado con el motor 2.8 V6. Un año después este motor due mejorado y permaneció a la venta en ese mercado hasta finales de 1998.

### Versión S2

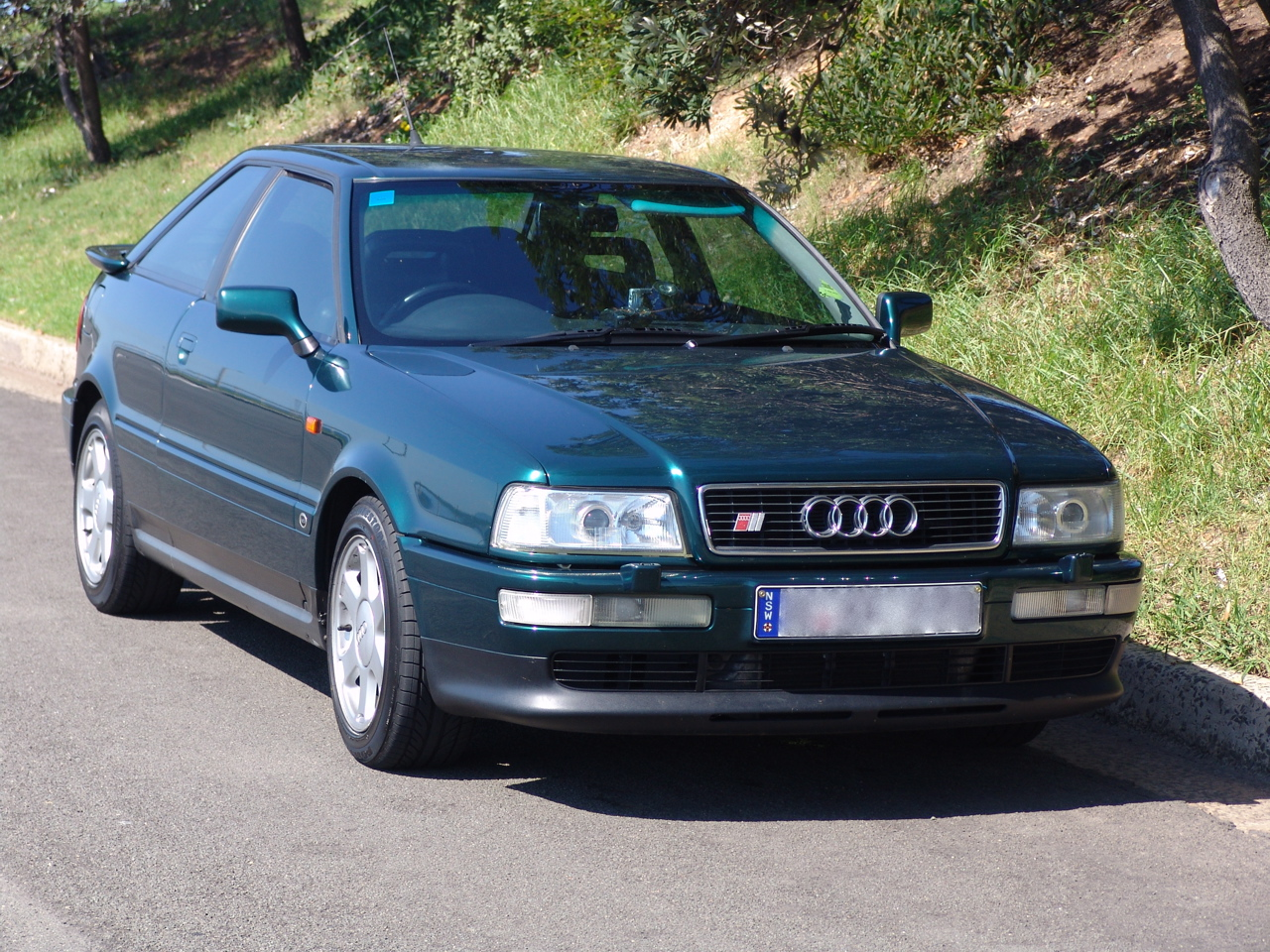
Audi S2 Coupé

Audi desarrolló una versión deportiva del Coupé en 1990, llamado Audi S2 . Este contó con la bien probada motorización de 2.2 litros en línea de cinco cilindros y 20 válvulas turbo motor de gasolina del Audi 200 20V, que se deriva del motor utilizado en el Audi Quattro. Una versión similar del motor fue utilizado en el Audi 100 basado en S4 (el 'Ur-S4'). El S2 vino de serie con tracción quattro tracción en las cuatro ruedas permanente, y contó con una alta resistencia de 5 velocidades de transmisión manual .
El S2 fue inicialmente disponible con un motor turboalimentado de 2,2 litros que produce 220 PS (162 kW , 217 CV ) (Código del motor: 3B), acoplado a una transmisión de 5 velocidades. En 1992, el motor recibe actualizaciones menores, incluyendo sin distribuidor de encendido, lo que aumentó la potencia a 230 CV (169 kW 227 CV) (Código del motor: ABY) que se acopla a una nueva caja de cambios de 6 velocidades. Aunque el aumento de potencia fue mínima, el motor produce ahora 350 Nm de par motor (frente a 309Nm) y contó con una función overboost que permite hasta 380Nm en ráfagas cortas. El coche 3B con motor acelera de 0-100 km / h (62,1 mph) en 5,7 segundos, continuando con una velocidad máxima de 246 km / h (152,9 mph). El coupé de motor central ABY acelera de 0-100 km / h (62,1 mph) en 5,9 segundos, continuando con una velocidad máxima de 247 km / h (152,9 mph).
En 1993, el S2 recibió algunos cambios cosméticos, incluyendo nuevos AVUS llantas de aleación, faros estilo haz elipsoidal y lentes delanteras indicadoras claras. Esto coincidió con la introducción de la Avant S2 Avant, junto con una edición limitada de cuatro puertas S2 berlina / sedán de los cuales se produjeron 306. La berlina y el Avant S2 se basan realmente en la plataforma B4 próxima generación, y cuentan con una gran cantidad de similitudes en el sistema de soporte del eje trasero a la B5 tarde A4 quattro. La plataforma B4 Avant S2 también se utilizó entre 1993 y 1995 como base para el Audi RS2 Avant raíces super-deportivo, el cual fue modificado para Audi con la ayuda de Porsche.

### Audi RS2

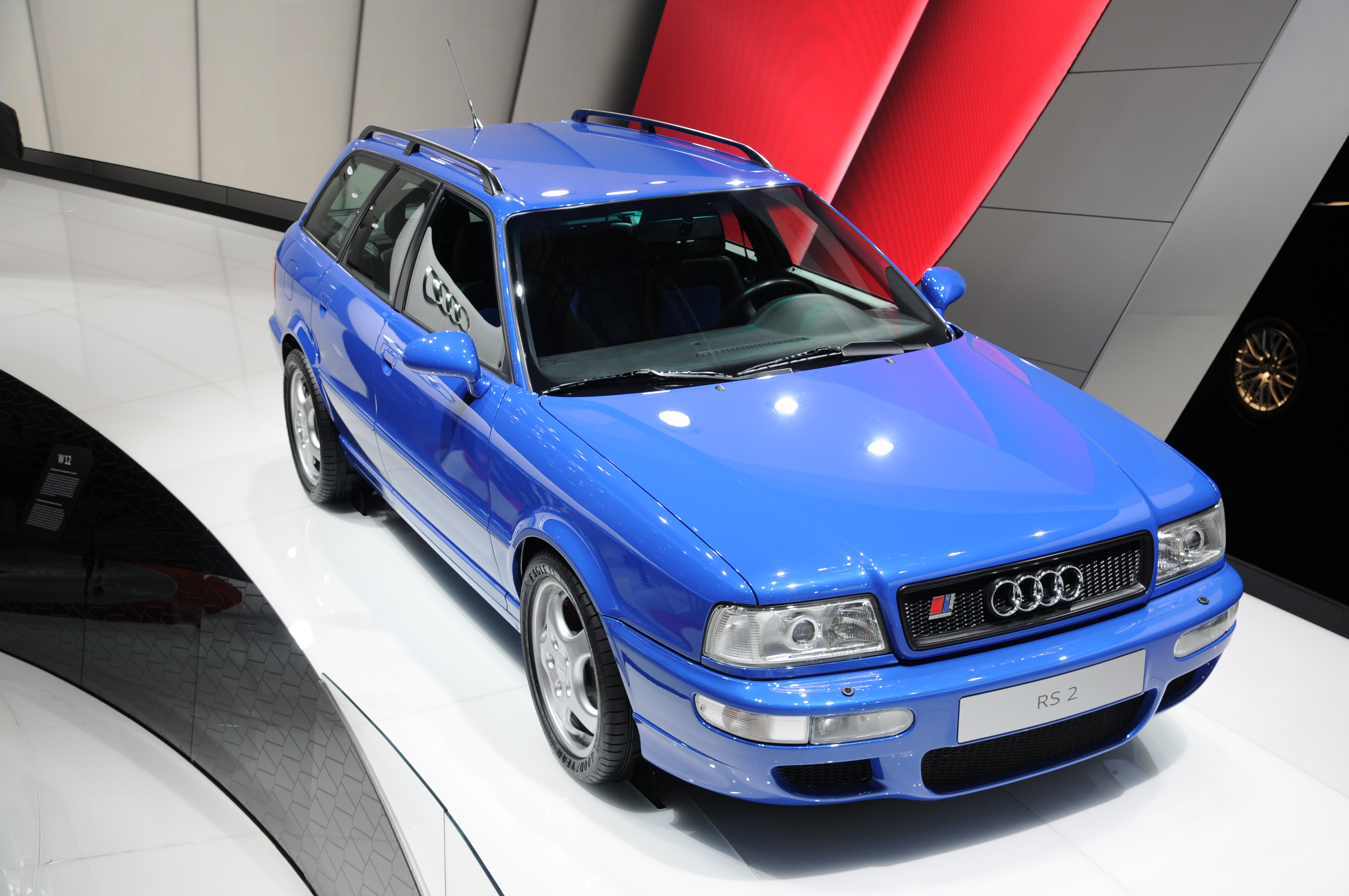
Audi 80 B4 RS2, (1993-1995) versión especial deportiva desarrollada con colaboración de Porsche.

El Audi RS2 Avant fue una edición limitada de altas prestaciones de la versión familiar (Avant) del Audi 80 fabricada desde marzo de 1994 a julio de 1995. Diseñado junto a Porsche, fue le primer Audi "RS" y el primero de los Avant de altas prestaciones. Aunque principalmente solo se vendió en Europa (algunas unidades se vendieron en Hong Kong, Sudamérica, Brasil y Nueva Zelanda) el RS2 se ha convertido en vehículo de culto a nivel mundial. Propulsado por un motor 2.2 litros de 5 cilindros en linea con turbo producía 315 CV (311 bhp; 232 KW) a 6500 rpm y 410 Nm de par a 3000 rpm. Este motor se basaba en el 2.2 litros 5 cilindros de Audi pero fue muy modificado por Porsche, aumentando el tamaño del turbo, un intercooler de alto rendimiento, nuevo sistema de escape menos restrictivo, inyectores de alto flujo, nuevo árbol de levas y un sistema de admisión más eficiente.
Equipado con tracción integral Quattro de serie, el RS2 era capaz de acelerar de 0 a 100 km/h en 4,8 segundos y alcanzar una velocidad máxima de 262 km/h (limitada electrónicamente). La revista británica Autocar cronometró una aceleración de 0 a 50 km/h en 1,5 segundos, convirtiéndolo más rápido que un McLaren F1.
La influencia de Porsche no solo estaba en el motor, el RS2 equipaba llantas Porsche Cup de 17 pulgadas, retrovisores del Porsche 911, pinzas de freno Brembo con el logo Porsche. Además, la palabra PORSCHE aparece inscrita en el logotipo RS2 que aparece en la parte trasera y en la parrilla del coche.
Aproximadamente 2200 RS2 se iban a producir, pero debido a la alta demanda se fabricaron un total de 2891.

## Variantes
Treser Audi desarrollo unas berlinas tipo camperas bajo el chasis del Audi 80 denominados Treser Hunter Typ 85 y Treser Hunter Typ 89 se hicieron muy pocas unidades solo para el mercado Alemán.

### Colaboraciones con otras marcas
El diseño de la tercera y cuarta generación gustó mucho, así que otras marcas, pidieron permiso a Audi para usar algunas piezas del modelo como el prototipo del VW Corrado denominado Magnum, que usó los pilotos traseros del Audi 80, al igual que el Lister Storm que también en su diseño usó los mismos faros.